# Nuno Miguel Prata Coelho
Nuno Miguel Prata Coelho (Covilhã, 23 novembre 1987) è un ex calciatore portoghese, di ruolo centrocampista.

## Carriera

### Club

#### Gli inizi giovanili
Nuno Coelho nasce a Covilhã e milita nella compagine locale fino al 2005, quando viene acquistato dal vivaio del Porto. Dopo una stagione al Porto B, viene ceduto temporaneamente all'União Leiria, prima di passare alla Portimonense per un prestito biennale dal 2007 al 2009.

#### Académica
Tornato al Porto, nel luglio 2009 sembra fatto il suo passaggio al Villarreal, ma la trattativa alla fine non si concretizza. Rimane quindi in Portogallo, precisamente a Coimbra, dove si aggrega all'Académica, con cui firma un contratto per le successive due stagioni.

#### Beira-Mar e Aris Salonicco
Il 9 giugno 2011 sottoscrive un contratto quadriennale col Benfica, ma già ad agosto viene considerato cedibile dall'allenatore Jorge Jesus e viene quindi mandato in prestito prima al Beira-Mar e poi, per la stagione 2012-2013, ai greci dell'Aris Salonicco.

#### Arouca
Nell'estate 2013 Nuno Coelho rescinde il contratto col Benfica, senza che il calciatore abbia mai disputato una partita con gli Encarnados, e si accasa all'Arouca, neopromosso in Primeira Liga. Dopo tre salvezze consecutive, tra cui spicca il quinto posto nel 2015-2016, la squadra finisce diciassettesima nella stagione 2016-2017 e retrocede in Segunda Liga.
Nei suoi cinque anni all'Arouca si distinse stabilmente come centrocampista titolare, con 149 presenze in campionato, nonché come capitano della squadra.

#### Belenenses SAD
Dopo l'esperienza all'Arouca, si trasferisce ancora una volta a Lisbona, ma questa volta al neonato Belenenses SAD, club nato nel 2018 dopo una separazione dal Belenenses. Il team lisbonese disputa due annate (2018-2019 e 2019-2020) in prima divisione portoghese, raggiungendo due posizioni di metà classifica. Nuno Coelho riesce a disputare 56 incontri e marcare una rete.

#### Chaves
Nell'estate 2020 torna in seconda serie, venendo acquistato dal Chaves, con cui arriva sesto nella Segunda Liga 2020-2021.

### Nazionale
Già facente parte dell'under-18, Coelho è stato convocato dal Portogallo under-19 per l'Europeo 2006 e i Giochi della Lusofonia dello stesso anno. Ha preso parte alla spedizione in Canada della nazionale portoghese under-20 ai Mondiali 2007. Ha collezionato inoltre sette presenze tra under-21 e selezione olimpica.